# Adelaide Kemble

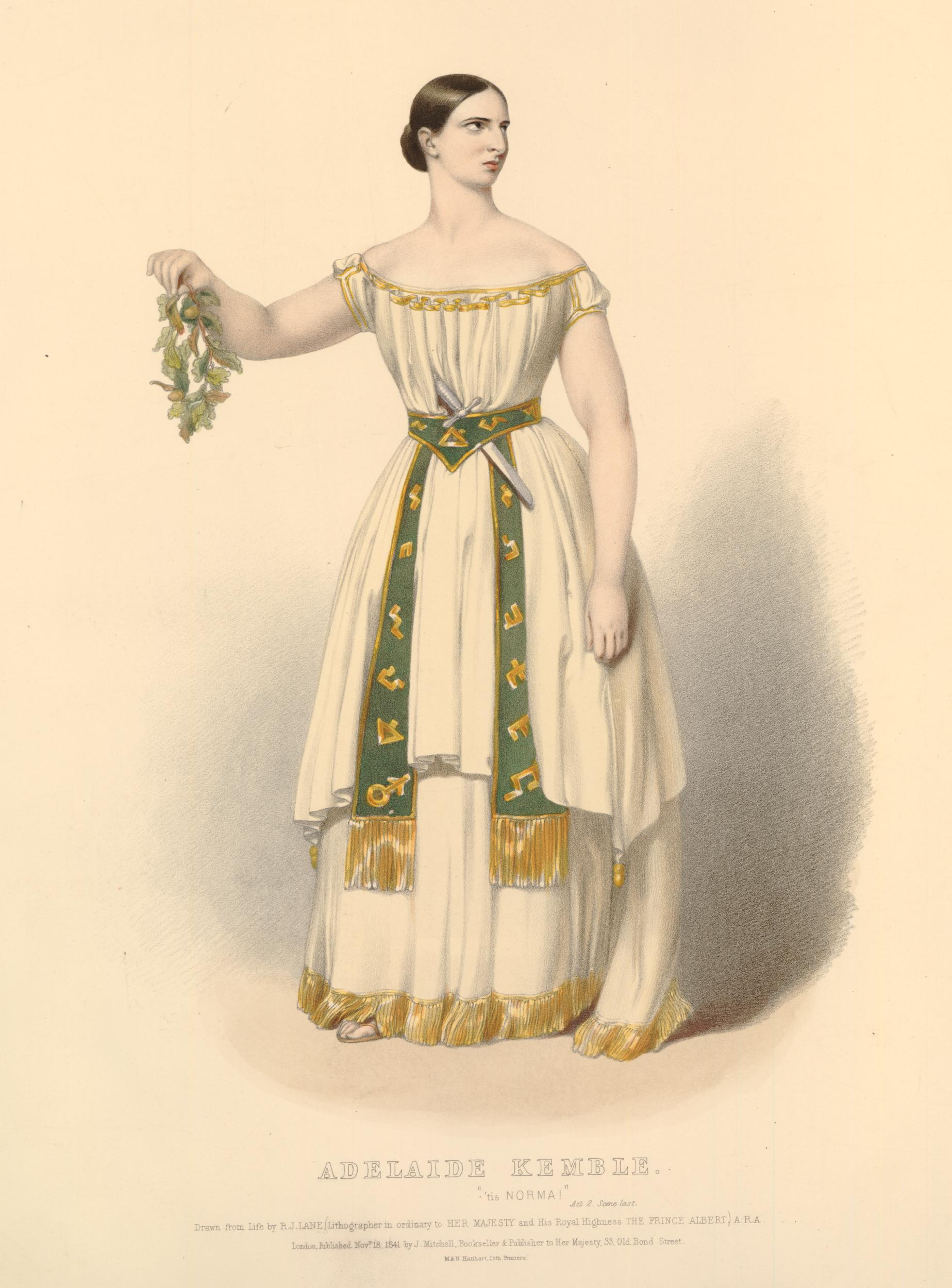
Kemble in der Rolle der Norma in Bellinis gleichnamiger Oper, Lithografie von Richard James Lane (1841)

Adelaide Kamble (* 13. Februar 1815 in London; † 4. August 1879 in Warsash, Hampshire) war eine englische Opernsängerin (Sopran).

## Leben
Kemble stammte aus einer Künstlerfamilie: ihre Eltern waren beide Schauspieler, Charles und Maria Theresa Kemble, geb. Ducamp. Ihre ältere Schwester war die Schauspielerin Fanny Kemble, ihr Bruder der Linguist John Mitchell Kemble.
Ihren ersten künstlerischen Unterricht erfuhr Kemble durch ihre Eltern. Später nahm sie Gesangsstunden bei John Braham. Später ging Kemble nach Italien zu Giuditta Pasta, einer Kollegin ihrer Eltern, um auch dort Gesang zu studieren. Zurück in London übernahm sie kleinere Rollen unter der Regie ihrer Eltern.
Zu Kembles Theaterdebüt gibt es widersprüchliche Angaben: der belgische Komponist François-Joseph Fétis berichtet in seiner „Revue musicale“ von Kembles erstmaligen Auftritt 1831 im Royal Opera House (Covent Garden). Der französische Journalist Adolphe Bitard hingegen berichtet von ihrem Debüt 1834 anlässlich eines Festivals in York (Yorkshire).
1836 unternahm Kemble eine ausgedehnte Tournee durch Europa. Nach vielbeachteten Auftritten in Berlin (Königliches Schauspielhaus) reiste sie nach Prag. Von dort aus ging es nach Paris (u. a. Théâtre des Folies-Dramatiques) und dann zurück nach London.
1839 bekam Kemble eine lange Gastspielreise nach und durch Italien. Sie trat im Teatro alla Scala (Mailand), im Teatro La Fenice (Venedig) und im Teatro Giuseppe Verdi (Triest) auf. Im Winter 1840/1841 sang sie in Mantua, Neapel, Padua und Bologna. Anschließend kehrte sie wieder nach London zurück. Nach kleineren, doch von der Theaterkritik hochgelobten Auftritten in London, gab Kemble am 11. Juli 1842 im Theatre Royal in Dublin ihren Abschied von der Bühne.
Mit 27 Jahren heiratete Kemble 1842 in London Edward John Sartoris (1814–1888) und hatte mit ihm zwei Töchter und zwei Söhne. Einer ihrer Söhne, der Konzertpianist Algernon Charles Sartoris (1851–1893), heiratete am 21. Mai 1874 Nellie Grant, die einzige Tochter des Präsidenten der USA, Ulysses S. Grant. Diese Hochzeitsfeier war eine der wenigen, die im Weißen Haus (East Room) stattfanden.
Das Ehepaar Kemble Sartoris ließ sich in Knuston Hall nahe Irchester (Northamptonshire) nieder. Kemble wurden noch verschiedentlich Engagements angeboten, doch da ihr Ehemann sich dagegen ausgesprochen hatte, war mit dem Umzug nach Knuston Hall für immer ihre Bühnenlaufbahn beendet.

## Werke (Auswahl)
- A weekend in a French country house. 1867.
- Past Hours. 1880. (2 Bände)
- Medusa, and other tales. 1868.

## Rollen (Auswahl)
- Norma – Norma (Vincenzo Bellini)
- Stella – La dernier sorcier (Pauline Viardot-García)
- Rosina – Le nozze di Figaro (Wolfgang Amadeus Mozart)
- Teresa – La sonnambula (Vincenzo Bellini)
- Semiramide – Semiramide (Gaetano Rossi)
- Elisabetta – Il matrimonio segreto (Domenico Cimarosa)